# Fusée de proximité

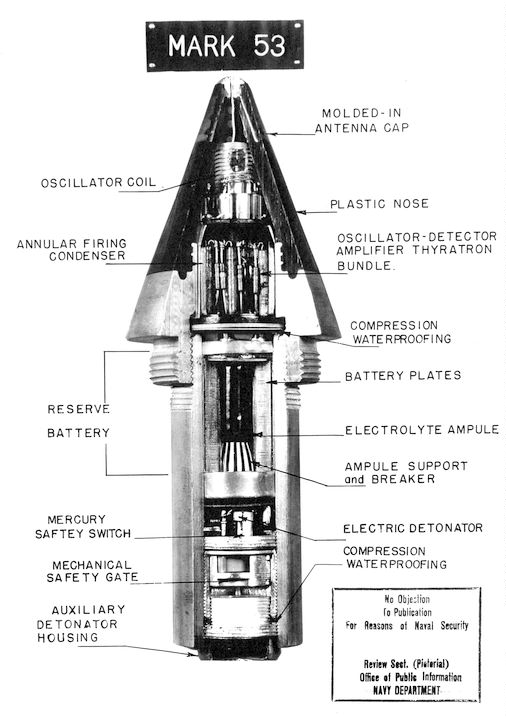
Fusée de proximité Mark 53 telle qu'utilisée par l’United States Navy. Photo prise dans les années 1950.

Une fusée de proximité, conçue à l'origine pour l'artillerie antiaérienne, sert à déclencher la détonation d'un explosif quand la distance entre la fusée et la cible est plus petite qu'une certaine valeur ou quand la fusée atteint une certaine altitude en tombant. Cette fusée d'artillerie serait l'une des plus importantes innovations techniques militaires apparues lors de la Seconde Guerre mondiale.
L'une des premières applications pratiques de ce type de fusée fut la VT fuze, acronyme de Variable Time fuze (« fusée à durée variable »). Ce titre a été retenu dans le but de masquer la fonction véritable de la fusée. En ce qui concerne l'artillerie, le concept de la VT fuze trouve ses origines auprès de chercheurs britanniques (en particulier Samuel Curran). Elle fut mise au point sous la supervision du physicien Merle Tuve au Applied Physics Lab de l'université Johns-Hopkins aux États-Unis. Des chercheurs allemands auraient également travaillé à la conception de fusées de proximité dans les années 1930 : les recherches chez Rheinmetall furent arrêtées en 1940 en faveur de projets jugés plus prioritaires.

## Histoire
Avant l'invention de cette fusée, la détonation devait être provoquée par contact direct, par un compteur armé au moment du tir ou par un altimètre. Ces trois méthodes ont d'importants inconvénients. La probabilité de toucher une petite cible mouvante est faible, alors que le calcul du temps ou de l'altitude demande des mesures préalables précises qui sont souvent difficiles à réaliser sur un champ de bataille. Les artilleurs devaient calculer le moment de la détonation en fonction de la hauteur à laquelle elle devait survenir. Pour faciliter le tir, la fusée était fabriquée avec des hauteurs préréglées que les artilleurs choisissaient avant le tir. Mais dans de nombreuses situations, c'était impraticable ou souvent long. 
L'usage de fusées de proximité pour déclencher l'explosion résolut en grande partie ces difficultés. Avec ce type de munitions, les artilleurs n'ont qu'à s'assurer que l'obus, le projectile de mortier ou le missile passe près de la cible.

## Seconde Guerre mondiale

### Conception
Lorsque les militaires britanniques apprirent l'existence d'un prototype allemand, un concept de fusée de proximité activée par radio fut proposé au British Air Defence Establishment en mai 1940 dans un mémo rédigé par W. A. S. Butement, Edward S. Shire et Amherst F. H. Thompson. Un circuit fut proposé par les inventeurs et testé en laboratoire en déplaçant une feuille d'étain tenue à différentes distances. Lors des premiers tests en grandeur réelle, le circuit était couplé à un thyratron qui déclenchait un appareil-photo monté sur un tour qui photographiait les avions qui passaient à proximité dans le but de déterminer la distance de détonation. Des prototypes de fusées furent fabriqués en juin 1940 et montés dans des roquettes sans rotation (ces roquettes étaient à carburant solide), lesquelles étaient tirées en direction de cibles supportées par des ballons. 
De 1940 à 1942, Pye Ltd, un important fabricant britannique de systèmes sans fil, travailla de façon privée à une fusée de proximité qui se déclenchait par transmission radio. Ces recherches furent transmises aux États-Unis avec un lot technologique remis par la Mission Tizard lorsque les États-Unis entrèrent en guerre. Ces informations furent remises au United States Naval Research Laboratory et au National Defense Research Committee (NDRC) en septembre 1940, selon une entente informelle entre Winston Churchill et Franklin D. Roosevelt qui avait pour but d'échanger des informations scientifiques à potentiel militaire.
Au NDRC, les expériences menées par Richard B. Roberts, Henry H. Porter et Robert B. Brode sous la supervision du directeur de la section Merle Tuve furent couronnées de succès. Lloyd Berkner, membre du personnel de Tuve, conçut une fusée qui contenait des tubes à vide (en anglais britannique : thermionic valves ou valves) dans le but d'améliorer la transmission. En décembre 1940, Tuve invita Harry Diamond et Wilbur S. Hinman, Jr, du National Bureau of Standards (NBS) à valider le travail de Berkner. L'équipe du NBS fabriqua six fusées qui furent montées dans des bombes à gravité : les tests de mai 1941 furent couronnés de succès.
En parallèle, le NDRC travailla sur des fusées capables de détecter des aéronefs. Des problèmes majeurs, attribués aux vibrations et aux accélérations subies par les projectiles, apparurent. La fusée T-3 obtint un taux de réussite de 52 % contre des cibles à la surface de l'eau en janvier 1942. L’US Navy toléra ce taux d'échec et des batteries à bord du USS Cleveland CL-55 furent mises à l'essai contre des drones aériens au-dessus de la baie de Chesapeake en août 1942. Avant la fin des tirs, tous les drones étaient détruits.
Le programme allemand mené par Rheinmetall Borsig A.G. fut arrêté en 1940 puis relancé au début de 1944. Au moment où la production industrielle put débuter, les Alliés envahirent l'Allemagne. La fusée de proximité allemande, s'appuyait sur des principes d'électrostatique. Le nez de l'obus était électriquement isolé du reste de l'obus. Les premiers tests démontrèrent une distance de détonation de 1 à 2 mètres et un taux de succès de 80 % lorsque tiré en direction d'un fil métallique. Des ajustements au circuit permirent d'augmenter la distance de détonation à 3-4 mètres et d'avoir un taux de succès proche de 95 %. Pour un canon de 88 mm, la distance put être augmentée à 10-15 mètres.
En comparaison, la fusée de proximité alliée avait recours aux principes d'interférence. Elle était composée de quatre tubes. L'un des tubes pilotait un oscillateur connecté à une antenne servant à la transmission. Quand il n'y avait pas de cible à proximité, le signal reçu était faible. Quand une cible métallique était proche, elle reflétait en partie le signal émis par l'oscillateur vers la fusée. Ce signal reflété influençait le comportement de l'oscillateur selon la distance totale parcourue. Si le signal reflété était en phase avec la fréquence de l'oscillateur, l'amplitude augmentait et le courant dans l'oscillateur augmentait également. Si les deux n'étaient plus en phase, le courant dans l'oscillateur diminuait. Lorsque la distance entre une cible et la fusée changeait rapidement, l'angle de la phase changeait aussi. Un signal à basse fréquence se développait dans l'oscillateur. Deux amplificateurs sensibles à ce signal déclenchaient le quatrième tube, un thyratron rempli de gaz, qui allumait le détonateur. La fusée était construite de façon à réduire l'influence des chocs, dont l'usage d'électrodes planaires et l'emballage des composantes dans de l'huile et de la cire.

### Fabrication
La première fabrication à grande échelle des tubes pour les nouvelles fusées débuta à l'usine de General Electric à Cleveland, Ohio (qui fabriquait auparavant des lampes pour les sapins de Noël). L'assemblage des fusées était complété dans des usines de General Electric à Schenectady, New York et à Bridgeport, Connecticut
En 1944, une grande partie de l'industrie électronique américaine fabriquait les fusées de proximité. Les contrats passèrent de 60 millions USD en 1942 à 200 millions USD en 1943, puis à 300 millions USD en 1944 et atteignirent 450 millions USD en 1945. Alors que les quantités fabriquées augmentaient, le prix de revient des fusées diminua pour des raisons d'efficacité : il passa de 732 USD en 1942 à 18 USD en 1945. Cette année-là, il se vendit plus de 22 millions de fusées pour une somme approximative de 1 010 millions USD. Les principaux fournisseurs étaient Crosley, RCA, Eastman Kodak, McQuay-Norris (en) et Sylvania (en).

### Déploiement
Vannevar Bush, chef du Office of Scientific Research and Development (OSRD) pendant la guerre, affirma que les fusées de proximité eurent deux conséquences importantes :
1. Elle joua un rôle important dans la défense américaine contre les attaques de kamikazes. Bush jugea que l'efficacité de l'artillerie anti-aérienne de 5 pouces  (127 mm) avait été multipliée par 7[10].
2. Elle était l'une des composantes importantes des batteries anti-aériennes contrôlées par des systèmes radar qui parvinrent à neutraliser les bombes volantes V1 lancées pour bombarder l'Angleterre[10] et le port d'Anvers.

Le Pentagone avait estimé que les fusées de proximité étaient trop importantes pour tomber dans les mains ennemies. Par exemple, les Allemands auraient pu les étudier et mettre au point différentes mesures pour bloquer les signaux radios en provenance des fusées. Pour cette raison, il refusa qu'elles soient déployées dans l'artillerie alliée en Europe en 1944. 
Le général Dwight D. Eisenhower protesta avec vigueur contre cette restriction et exigea que les armées sous son commandement puissent les utiliser. Il eut gain de cause et les VT fuzes furent utilisées pour la première fois lors de la bataille des Ardennes en décembre 1944. Elles rendirent l'artillerie alliée nettement plus efficace, car elles faisaient exploser les obus  avant qu'ils n'atteignent le sol, décimant les troupes allemandes exposées : même par mauvais temps, alors que celui-ci empêchait les mesures assez précises pour régler des détonateurs à retardement. 
Les fusées de proximité furent utilisées par l'artillerie de terre dans le Sud du Pacifique en 1944. Elles furent intégrées aux bombes à gravité américaines lâchées sur le Japon en 1945. En Grande-Bretagne, elles servirent à la défense où elles obtinrent un taux de succès de 79 % contre les bombes volantes V1.
Les Allemands avaient entrepris leurs recherches dès les années 1930, mais ces programmes furent suspendus en 1940, probablement sur ordre du Führer qui avait exigé, à quelques exceptions près, que toutes les activités qui ne pouvaient pas mener dans les six mois à une fabrication à grande échelle soient arrêtées pour accélérer les projets qui pouvaient améliorer les chances de l'opération Barbarossa. Plusieurs programmes souffrirent de cet ordre, dont les recherches sur les micro-ondes. Lorsque Rheinmetall put à nouveau étudier les fusées de proximité en 1944, la société parvint à créer et à tester plusieurs prototypes.

## Capteurs

### Fréquences radio
La détection des fréquences radio est la partie essentielle des fusées de proximité. Le circuit électrique provoquant la détonation fut décrit dans un brevet émis en 1950. L'obus contient un micro-transmetteur qui utilise le corps de l'obus comme antenne et qui émet en continu une onde à environ 180-220 MHz. Lorsque l'obus se rapproche d'un objet réflecteur d'ondes, un motif d'interférence apparaît. Ce motif change alors que la distance entre l'obus et l'objet raccourcit : à chaque moitié de longueur d'onde (à ces fréquences, la longueur d'onde est d'environ 0,7 mètre), le transmetteur entre en résonance ou est hors résonance. Cela provoque une petite oscillation dans la puissance émise et l'oscillateur fournit un courant à une fréquence de Doppler d'environ 200-800 Hz. Ce signal est envoyé dans un filtre passe-bande, puis amplifié. Il provoque la détonation si une certaine amplitude est dépassée.

### Optique
La détection optique date de 1935 et fut breveté en 1936 en Grande-Bretagne par un inventeur suédois, probablement Edward W. Brandt, qui utilise un petoscope (en). Le détecteur a été testé la première fois sur un détonateur installé dans des bombes à gravité conçues pour atteindre des bombardiers. Ces bombes étaient mises au point dans le cadre du Bombs on bombers du Air Ministry britannique. Il a aussi été breveté pour les missiles anti-aériens. Ce capteur utilisait des lentilles toroïdales qui concentraient la lumière dans un plan perpendiculaire à l'axe principal du missile sur une cellule photoélectrique. Lorsque le courant dans la cellule change d'une certaine valeur dans un certain intervalle de temps, la détonation est provoquée. 
Au début du XXIe siècle, quelques missiles air-air ont recours aux lasers. Ceux-ci projettent des faisceaux étroits de lumière perpendiculairement au vol du missile. Lorsque le missile est en vol, l'énergie ainsi émise se disperse dans l'espace. Lorsqu'il passe près d'une cible, une partie de l'énergie est reflétée vers le missile où les capteurs la détectent et commandent l'explosion de l'ogive.

### Acoustique
La détection acoustique a recours à un microphone. La signature acoustique des moteurs de différents aéronefs provoque la détonation. À la fin des années 1930, ce principe fut appliqué dans des bombes, des missiles anti-aériens et des obus explosifs britanniques. Plus tard, il fut testé en Allemagne dans des prototypes de missiles anti-aériens.
Les Britanniques utilisaient des microphones à sel de Rochelle et un appareil piézo-électrique pour allumer un interrupteur qui faisait détoner l'explosif.
Les mines marines ont recours au même principe, mais pour les navires.

### Magnétique

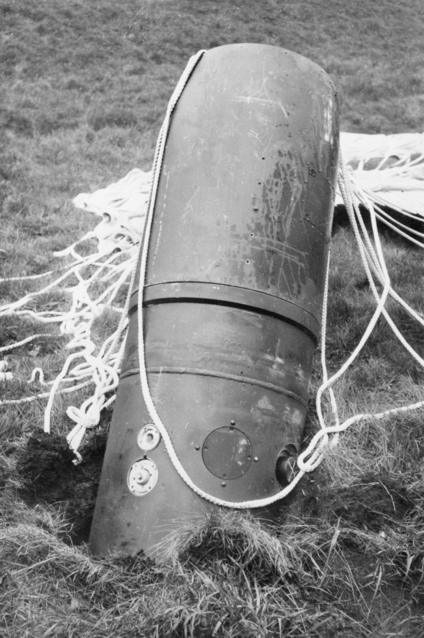
Une mine allemande à détecteur magnétique datant de la Seconde Guerre mondiale. Elle s'est écrasée sur le sol plutôt que dans l'eau. Photographie prise près du Woolwich Arsenal entre 1940 et 1942.

En pratique, les capteurs magnétiques détectent d'énormes masses de fer, tels les navires. Ils sont utilisés dans les mines et les torpilles. Ils peuvent être rendus caducs par démagnétisation, en utilisant des coques non métalliques ou par des boucles d'induction magnétique attachées à une bouée.

### Pression
Quelques mines navales sont capables de détecter, à leur verticale, l'onde de pression provoquée par le passage d'un navire.

## VT etVariable Time
Le sigle VT est souvent associé à variable time (« durée variable »). Les munitions dotées de fusées avant l'invention des fusées de proximité étaient programmées pour exploser à un instant précis après leur tir. Une mauvaise estimation du temps de vol menait à des explosions hâtives ou tardives. La fusée VT était un meilleur mécanisme de détonation. 
Le sigle VT serait apparu pour désigner le programme T de la Section V du Bureau of Ordnance, qui était responsable de la mise au point de la fusée. La coïncidence avec variable time serait un heureux hasard dont auraient profité les Alliés de la Seconde Guerre mondiale pour cacher le mécanisme en jeu.
Une autre proposition affirme que le sigle est dérivé de VD (pour variable delay) utilisé par l'un des concepteurs.

## Galerie de photographies

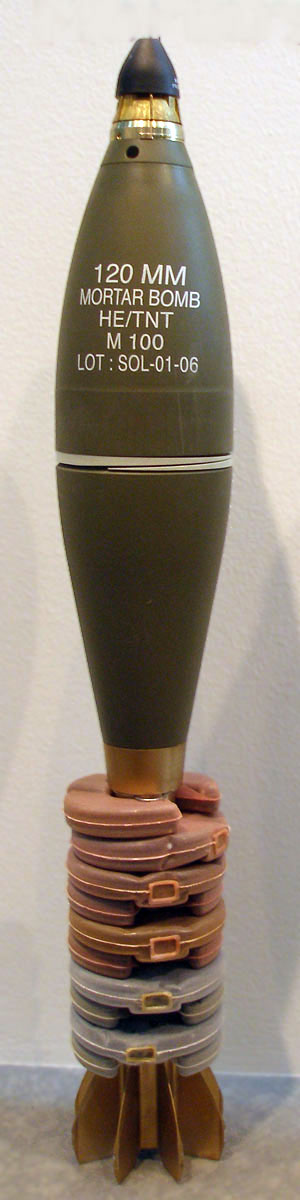
Projectile de mortier de 120 mm muni d'un explosif brisant et d'une fusée de proximité
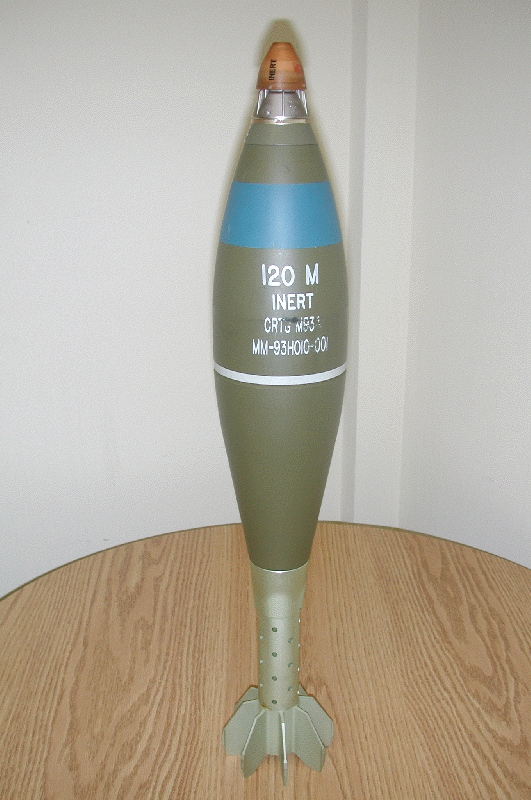
Projectile de mortier de 120 mm muni d'un explosif brisant et d'une fusée de proximité M734
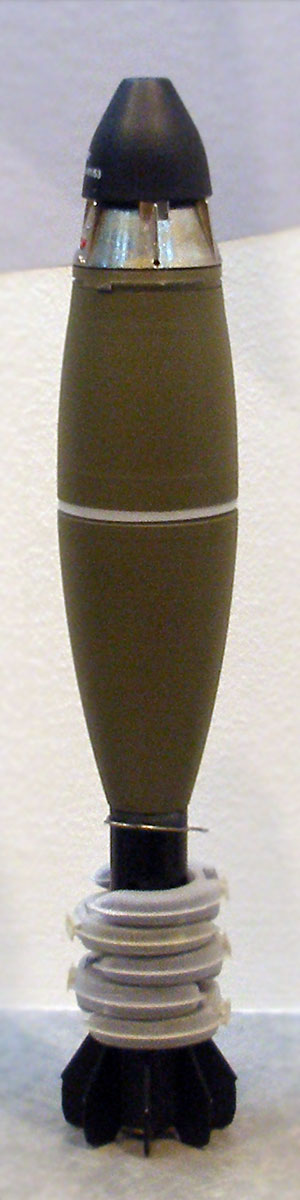
Projectile de mortier de 60 mm muni d'un explosif brisant et d'une fusée de proximité
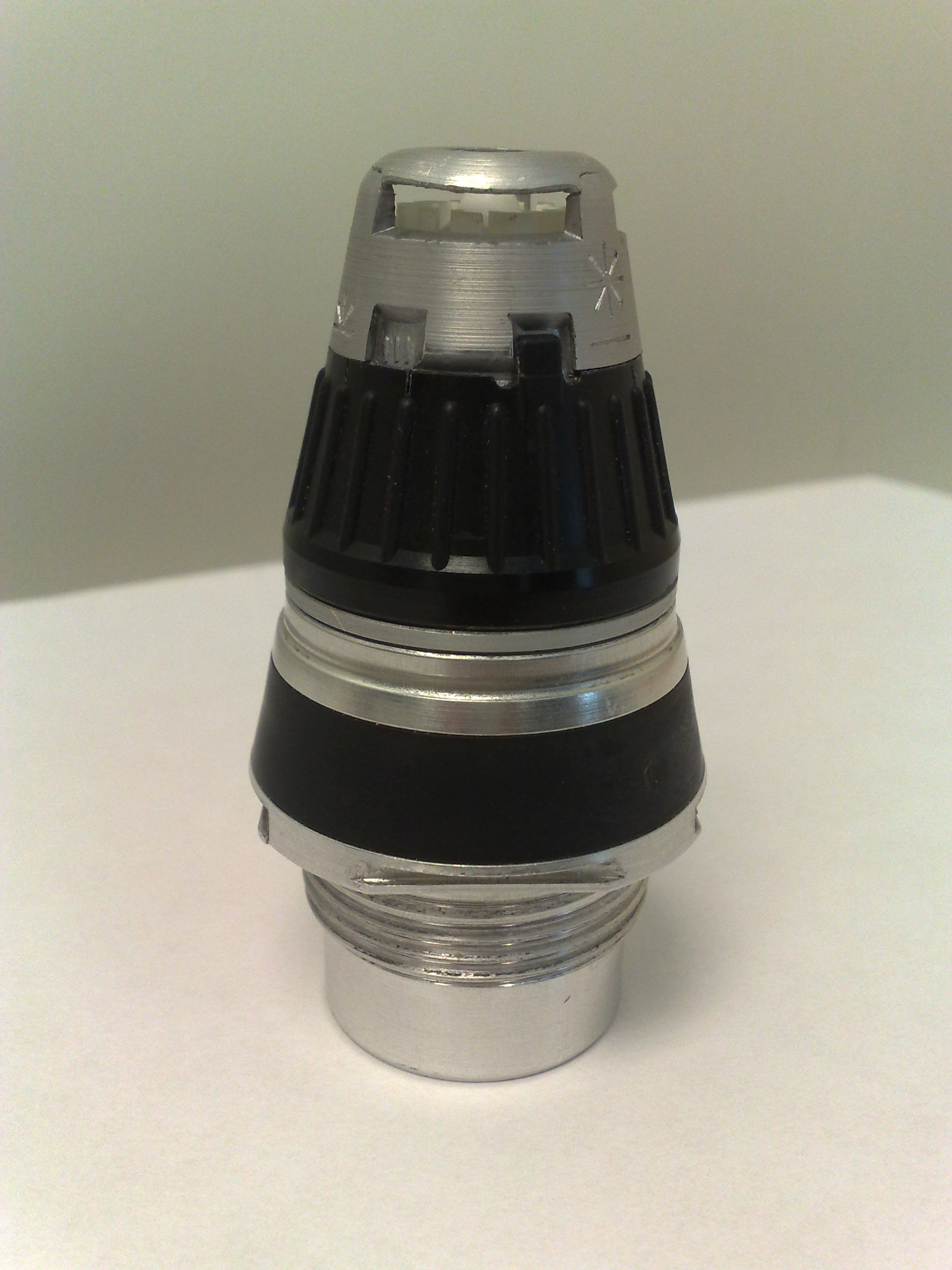
Une fusée de proximité utilisée dans une pièce d'artillerie de 155 mm. Elle peut s'activer à l'impact ou à proximité (sur la photo, elle est en mode proximité).